# Arroz de puchero
El arroz de puchero (denominado en valenciano también como l'arròs de puchero) es un arroz caldoso que es muy popular en la cocina valenciana. Se trata de un plato preparado en dos etapas. En la primera se elabora un puchero preparado con garbanzos y diversas carnes además de las tradicionales pelotas. El caldo resultante del cocido, y algunas de las sobras, participan en la preparación posterior del arroz.

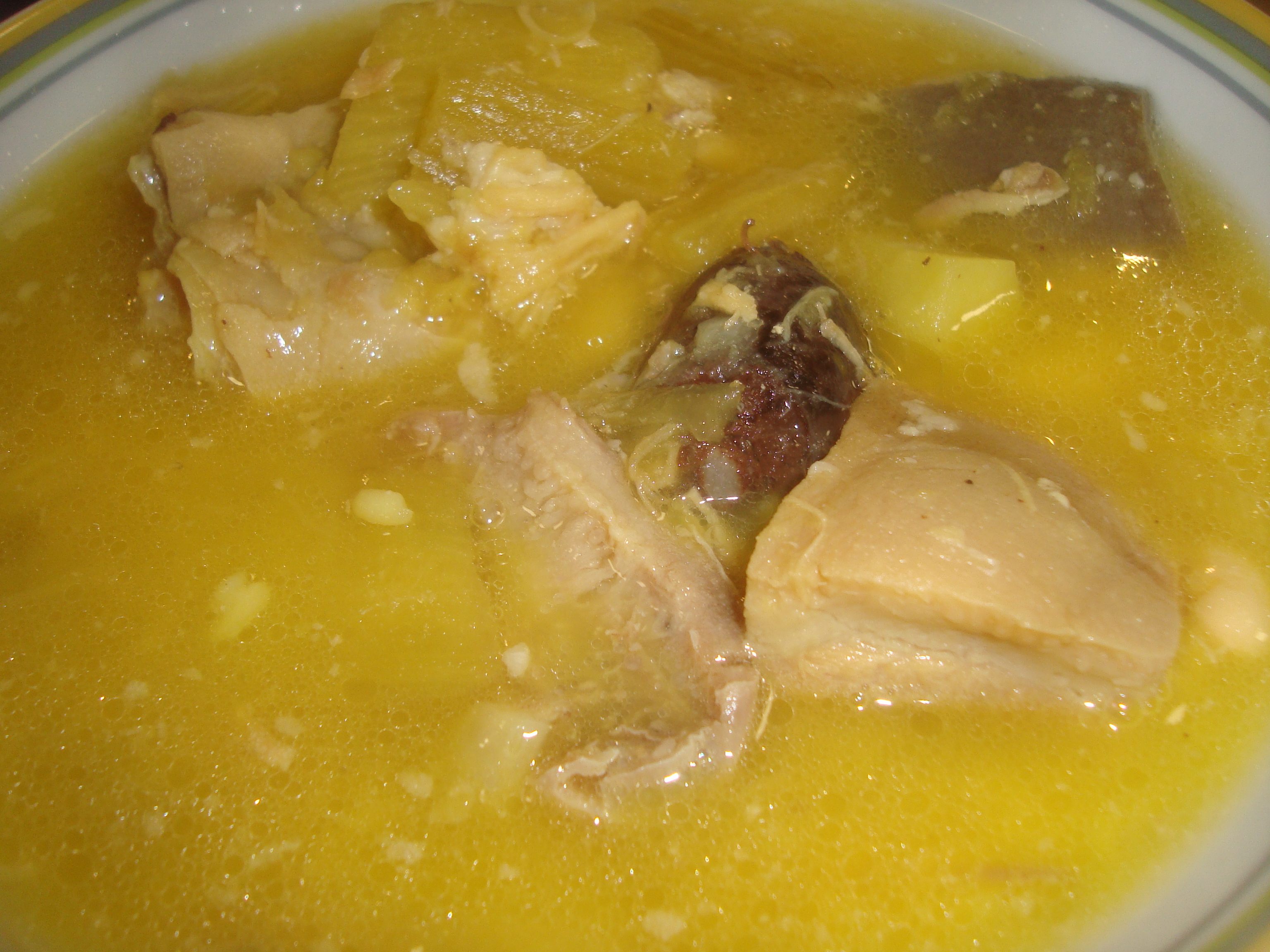
Arroz de puchero.

## Véase también

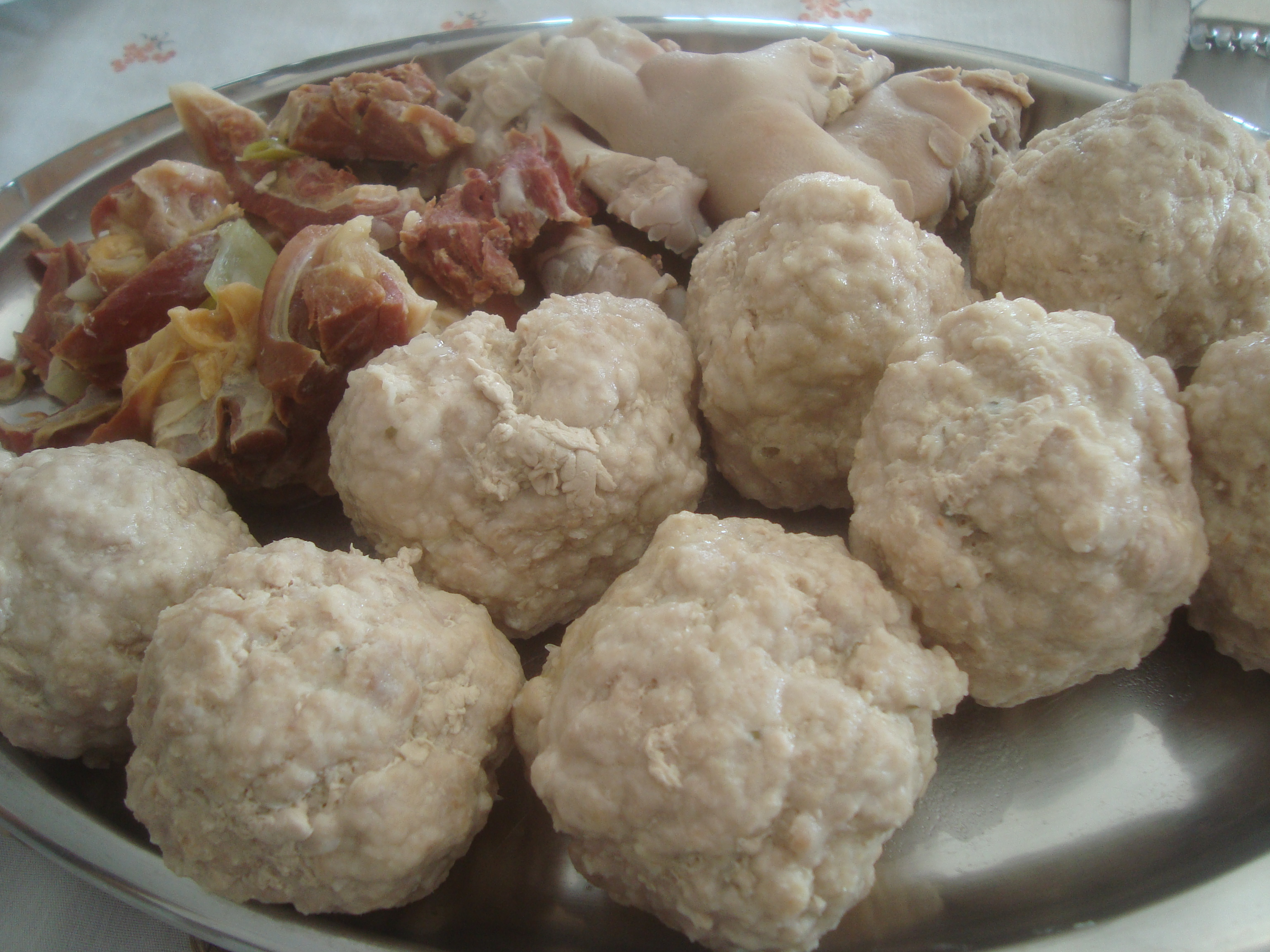
Pelotas cocidas en la olla del puchero.